# Momentaufnahme (Hörspiel)
Momentaufnahmen war im Rundfunk der DDR eine Sendereihe von Kurzhörspielen, die um die zehn bis fünfzehn Minuten lang waren und sich häufig auf aktuelle gesellschaftliche Ereignisse bezogen. Seit 1970 im Programm, nahmen die Momentaufnahmen im Laufe der Jahre einen zunehmend breiteren Raum ein. Zu ihnen gehören auch viele von Hörern geschriebene Hörspiele, die ein staatlicher Wettbewerb für Kurzhörspiele hervorbrachte.

## Hörerwettbewerb
1972 fand erstmals unter dem Titel Kennwort: Momentaufnahme ein Wettbewerb für „Kurzhörspiele von Hörern“ fand. Angekündigt im Sinne einer konsequenten Umsetzung von Bertolt Brechts Radiotheorie von 1930, in der es heißt, „der Rundfunk wäre der denkbar großartigste Kommunikationsapparat des öffentlichen Lebens (...), wenn er es verstünde, nicht nur auszusenden, sondern auch zu empfangen, also den Zuhörer nicht nur hören, sondern auch sprechen zu machen (...). Der Rundfunk müsste (...) aus dem Lieferantentum herausgehen und den Hörer als Lieferanten organisieren“.
Im ersten Jahr nahmen insgesamt über 900 „Hörspielautoren aus dem Volk“ an dem Wettbewerb teil. Zur Jury gehörten neben dem Leiter der Hörspielabteilung und Dramaturgen immer auch ein Hörspielregisseur. Vierzig der eingereichten Kurzhörspiele wurden ausgewählt, produziert und auch gesendet.

## Kurzhörspiele im DDR-Rundfunk
Kurzhörspiele wurden im Rundfunk der DDR seit Anfang der 1970er-Jahre mit zunehmender Häufigkeit gesendet. Sie erreichten, da sie nicht wie längere Hörspiele an feste Abendtermine gebunden waren, sondern auch in Magazinsendungen, im Vor- oder Nachmittagsprogramm ausgestrahlt werden konnten, eine größere Hörerschaft als die bereits zu dieser Zeit aufgrund der Konkurrenz des Fernsehens meist nur noch von Liebhabern konsumierte abendfüllende Funkdramatik. Zu den renommierten Autoren, die Kurzhörspiele schrieben, gehörten Schriftsteller wie Jochen Hauser, Gerhard Rentzsch oder Günther Rücker.
Die Beliebtheit der Momentaufnahmen spiegelte sich auch darin wider, dass sich Hörer animiert fühlten, selber Kurzhörspiele zu schreiben und sie dem Rundfunk zu schicken, woraus 1972 der bereits erwähnte Wettbewerb entstand. Die Hörspiele der Preisträger wurden unter professionellen Rundfunk-Bedingungen unter der Federführung von erfahrenen Dramaturgen und Regisseuren oft mit bekannten Sprechern inszeniert und im Hörfunk gesendet. Einige wurden später auch auf Schallplatten des DDR-Labels für Bildungsmittel SCHOLA veröffentlicht.
Es entstanden u. a. die Kurzhörspiele Der General kommt (Erstsendung: 2. Juli 1973) von Horst Dembny, damals Tischler, Das Duell (Erstsendung: 3. Juni 1972) von Peter Löw, ehemaliger Freileitungsmonteur, und ... daß ich verstanden werde (Erstsendung: 8. Juni 1972) von Gerhard Dallmann, in denen überzeugend die Stimme der Arbeiter und des einfachen Bürgers laut wird und die – so ist es typisch für die meisten Hörer-Hörspiele aus dieser Reihe – ohne kunstvolle Schnörkel oder Ringen um Originalität geradlinig ihre Anliegen vertreten.
Der Wettbewerb Kennwort: Momentaufnahme wurde später zu einer festen Einrichtung des Rundfunks der DDR. Die letzte Produktionsreihe von „Kurzhörspielen von Hörern“ ging unter diesem Titel 1989 auf Sendung. Sie berücksichtigte auch von Hörern selbst aufgenommene Kurzhörspiele, denn der Wettbewerbsaufruf von 1988 räumte den Teilnehmern die Möglichkeit ein, neben Manuskripten auch Magnetkassette (MC) mit eigenen Audioaufzeichnungen einzusenden. 
Ungeklärt ist, inwieweit gerade die von Hörern gestalteten Momentaufnahmen ein Abbild der tatsächlichen Lebensrealitäten und -einstellungen in der DDR geben können und inwieweit der staatliche Rundfunk – und sei es nur durch die Auswahl der zu sendenden Stücke – den Hörerwettbewerb auch für propagandistische Zwecke benutzt bzw. missbraucht hat.

## Feature
- Talente im Gespräch von Gerhard Puls, (Momentaufnahmen und Arbeitsgespräch mit Autoren der Sendereihe), Rundfunk der DDR Berlin, 1972, 40 min

## Publikationen
- Momentaufaufnahme 1 – Zehn Kurzhörspiele, Hrsg. Rundfunk der DDR Berlin, 1972
- Momentaufaufnahme 2 – Kurzhörspiele von Hörern, Hrsg. Rundfunk der DDR Berlin, 1973
- Momentaufaufnahme 3 – 13 Kurzhörspiele, mit einem Vorwort von Peter Gugisch, 116 Seiten, Broschur, Rundfunk der DDR Berlin, 1976, (enthält die Stücke: Hans Bräunlich: Madre Chilena, Horst Dembny: Der General kommt, Jochen Hauser: Herr Küssdiehand, Fritz Göhler: Der Zaun, Peter Löw: Lehmann konta Risiko, Gerhard Rentzsch: Frei Frauen, Anibal Reyna: Der Rosenkranz, Helmut Richter: Sie hieß Tinh, Tinh heißt Liebe, Günther Rücker: Ich wollte bloß mal Tschüss sagen, Bernd Schirmer: Nach dem ersten Besuch, Erich Schlossarek: Die Aushilfshochzeit, Helfried Schreiter: Bericht des Straßenkehrers Manuel Gomez über die Stille und Ulrike Schünemann: Briefe an Anne)
- Momentaufaufnahme 4 – 14 Kurzhörspiele, Hrsg. Rundfunk der DDR Berlin, 1978
- 5. Momentaufnahme – Zwölf Kurzhörspiele, 116 Seiten, Broschur, Rundfunk der DDR Berlin, 1980, (enthält die Stücke: Klaus Werner Schmidt: Im Alleingang, Klaus Werner Schmidt: Einer muckt auf, Bernhard Vogel: Augenblick noch, Manfred Müller: Der Vizepräsident, Bernhard Schwarz: Druckstellen vom Heiligenschein, Werner Hacker: Sauerbier weiß Rat, Wolfgang Mahlow: Ich wart' auf Dich vor der Post, Anne Braß: Familienausflug, Hannelore Weimer: Ein Tag für Rolli, Hans-Dieter Loetzke: Familienzwist, Brigitte Hähnel: Kassensturz und Werner Buhss: Am Seil.)